# Thomas Holland, 1. Earl of Kent

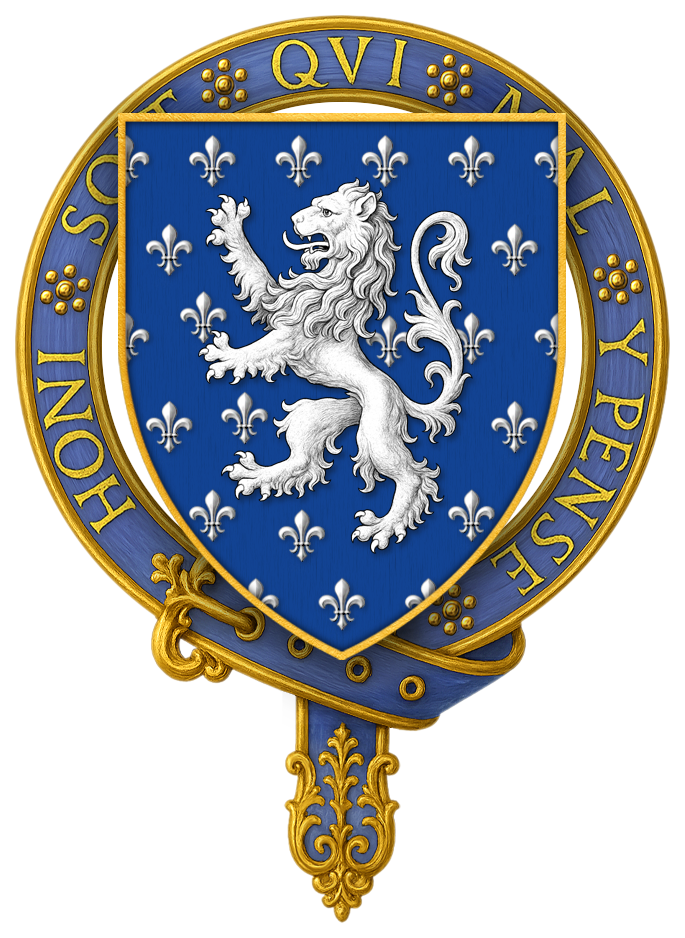
Wappen des Thomas Holland, 1. Earl of Kent

Thomas Holland, 1. Earl of Kent KG (* 5. Mai 1314; † 26. Dezember 1360 in Rouen, Normandie, Frankreich) war ein englischer Adliger und Militärkommandeur des Hundertjährigen Kriegs.

## Leben
Er entstammte der Familie Holland und war der zweite Sohn des Robert de Holand, 1. Baron Holand (um 1285–1328) aus dessen Ehe mit Maud de la Zouche, einer Tochter von Alan la Zouche, 1. Baron la Zouche of Ashby. 
1340 nahm er am englischen Feldzug in Flandern teil; zwei Jahre später wurde er unter Sir John D’Artevelle nach Bayonne geschickt, um die gascognische Grenze gegen die Franzosen zu verteidigen. 1346 begleitete er den König Eduard III. und gehörte zum unmittelbaren Gefolge von Thomas de Beauchamp, 11. Earl of Warwick. Bei der Eroberung von Caen ergaben sich ihm Raoul II. de Brienne, der Connétable von Frankreich, und der Graf von Tancarville als seine Gefangenen. In der Schlacht von Crécy (28. August 1346) war er einer der obersten Befehlshaber unter dem 16-jährigen Prince of Wales Edward of Woodstock; nach der Schlacht von Crécy nahm er an der Belagerung von Calais (1346/47) teil. Ebenso wie sein jüngerer Bruder Otho Holland wurde er im April 1348 als Gründungsmitglied in den Hosenbandorden aufgenommen.
Zur Zeit seines ersten Feldzugs, vielleicht aber auch davor, heiratete er heimlich die 12-jährige Prinzessin Joan of Kent (1328–1385), Tochter von Edmund of Woodstock, 1. Earl of Kent und Margaret Wake, somit Enkelin des Königs Eduard I. Während seines Feldzugs in Frankreich schloss Joan eine zweite Ehe mit William Montague, dem Earl of Salisbury, in dessen Haushalt Thomas Holland Seneschall gewesen war. Diese Ehe wurde 1349 annulliert, als die erste Ehe nachgewiesen wurde. 
Als sein Schwager John, 3. Earl of Kent, 1352 starb, übernahm er aus dem Recht seiner Ehefrau dessen Ländereien in Kent. Erstmals mit Writ of Summons vom 15. März 1354 wurde er ins Parlament berufen und dadurch zum erblichen Baron Holand erhoben. 1354 war er Statthalter des Königs bei Johann V., Herzog von Bretagne und 1359 Co-Generalkapitän für die englischen Besitzungen auf dem Kontinent. Am 20. November 1360 wurde ihm der Titel Earl of Kent neu verliehen, er starb aber nur wenige Tage später, bevor er als Earl an einer Versammlung des Parlamentes teilnehmen konnte.
Sein Sohn Thomas erbte seine Adelstitel. Ein weiterer Sohn, John, wurde später zum Earl of Huntingdon und Duke of Exeter erhoben.

## Nachkommen
Aus seiner Ehe mit Joan of Kent hatte er fünf Kinder:
- Thomas Holland, 2. Earl of Kent ⚭ Lady Alice FitzAlan;
- Edmund Holland (1352–1353);
- John Holland, 1. Duke of Exeter;
- Joan Holland († 1384) ⚭ Johann V., Herzog von Bretagne;
- Maud Holland († 1392) ⚭ (1) Sir Hugh Courtenay, ⚭ (2) Walram III. von Luxemburg, Graf von Ligny und Saint-Pol;